# Tarek Hocine
Tarek Hocine (* 9. November 1996) ist ein algerischer Leichtathlet, der sich auf den Weitsprung spezialisiert hat.

## Sportliche Laufbahn
Erste internationale Erfahrungen sammelte Tarek Hocine im Jahr 2022, als er bei den Mittelmeerspielen in Oran mit 7,02 m den zehnten Platz belegte. Im Jahr darauf belegte er bei den Panarabischen Spielen in Algier mit 7,47 m den vierten Platz und 2025 gewann er bei den Arabischen Meisterschaften in Oran mit 7,48 m die Goldmedaille.
In den Jahren 2022 und 2024 wurde Hocine algerischer Meister im Weitsprung.